# Крыт
Крыт (дари کرت), также известен как Крет или Кхарат — кишлак на северо-востоке Афганистана, в вилаяте (провинции) Бадахшан. Входит в состав района Вахан.

## Географическое положение
Крыт расположен на северо-востоке Бадахшана, в высокогорной местности, на левом берегу реки Вахандарьи, на расстоянии приблизительно 210 километров к востоку от города Файзабада, административного центра вилаята. Абсолютная высота — 3110 метров над уровнем моря. Ближайшие населённые пункты — кишлак Харач (выше по течению Вахандарьи), кишлак Кизгит (ниже по течению Вахандарьи).

## Население
На 2003 год население составляло 400 человек (224 мужчины и 176 женщин). Дети в возрасте до 15 лет составляли 49 % от общего количества жителей кишлака. В национальном составе преобладают ваханцы.